# Sarcophaga perpusilla
Sarcophaga perpusilla är en tvåvingeart som först beskrevs av Walker 1865.  Sarcophaga perpusilla ingår i släktet Sarcophaga och familjen köttflugor. Inga underarter finns listade i Catalogue of Life.